# テルモ・サラ
テルモ・サラ(Telmo Zarra)ことテルモ・サラオナインディア・モントーヤ（Telmo Zarraonaindía Montoya, 1921年1月20日 - 2006年1月24日）は、スペイン・ビスカヤ県エランディオ出身のサッカー選手。スペイン代表。ポジションはFW。プリメーラ・ディビシオン通算251得点は歴代3位である。また、コパ・デル・レイにおいて記録した大会通算81得点は歴代最多得点記録となっている。

## 経歴

### クラブ
1921年1月20日にビスカヤ県エランディオのアスア駅近くで生まれた。父親のテルモ・サラオナンディアは技師でありアスア駅の駅長だった。サラオナンディアとトマサ・モントーヤの間には10人の子供がおり、テルモは7人目の子供だった。兄弟のうちトマスとドミンゴもプリメーラ・ディビシオンでのプレー経験があり、ふたりはアレナス・クルブ・デ・ゲチョでプレーした。ドミンゴはスペイン内戦で亡くなっている。サラは1937年にセグンダ・ディビシオンに所属していたSDエランディオ・クラブとプロ契約を交わし、1939年にトップチームデビューした。
当時はスペイン内戦の影響で国内が混沌とした状況にあった。1940年にはビスカヤ県最大のクラブであるプリメーラ・ディビシオンのアスレティック・ビルバオに移籍し、1940年9月29日のバレンシアCF戦でデビューした。この試合は2-2の引き分けに終わったが、サラはプリメーラ初得点を含むチームの2得点すべてを挙げている。1941-42シーズンには軍隊に入隊するために一時的にクラブを離れた。サラはアフリカ大陸のセウタに派遣され、セウタのサッカーチームで非公式戦を何試合かプレーしている。1942-43シーズンにはコパ・デル・レイでレアル・マドリードを下して優勝したほか、プリメーラ・ディビシオンでも自身初の優勝を果たし、クラブは2冠を達成した。1944-45シーズンには26試合に出場して20得点を決め、自身初の得点王（ピチーチ賞）に輝いた。
1955年までアスレティック・ビルバオに在籍した。には、1944-45シーズンから3シーズン連続で得点王となり、通算では6回得点王のタイトルを獲得した。リーグ通算251得点は歴代2位である。カップ戦では81得点を記録した。1950-51シーズンには30試合で38得点を挙げて1シーズン最高得点記録を樹立した。また、このシーズンにはカップ戦も含めて公式戦通算48得点を挙げており、後にリオネル・メッシに抜かれるまで1シーズン最多得点記録であった。1989-90シーズンにはウーゴ・サンチェスも38得点を記録している。2010-11シーズンにはクリスティアーノ・ロナウドが40得点を挙げてサラとサンチェスの記録を更新したが、それまでサラの記録は50年以上も破られなかった。
1955年にはアスレティック・ビルバオを離れ、SDインダウチュとバラカルドCFで1シーズンずつした。34歳で現役を引退した後は、スポーツ店やレストランを経営した。2006年1月24日に、心臓発作のために85歳で死去した。彼の死去後、スペインのスポーツ紙マルカは、シーズン最多得点を挙げたスペイン人選手に贈る賞としてサラ賞を創設した。

### 代表
スペイン代表では20試合で20ゴールを記録している。1950年のFIFAワールドカップ・ブラジル大会ではイングランド代表戦で決勝点を記録し、チームを過去最高位の4位に導いた。なお、スペイン代表がこの成績を上回るには60年後の2010 FIFAワールドカップを待たねばならなかった。1951年2月18日のスイス代表戦（6-3で勝利）では1試合4得点を記録している。

## タイトル

### クラブ
- リーガ・エスパニョーラ(1回)

1942-43
- コパ・デル・レイ(5回)

1942-43, 1943-44, 1944-45, 1949-50, 1954-55

### 個人
- ピチーチ賞(6回)

1944-45, 1945-46, 1946-47, 1949-50, 1950-51, 1952-53